# Maria Marlow
Maria Marlow, anfangs auch Nina Stepun (* 17. Februar 1943; eigentlich Natascha Stepun), ist eine ehemalige deutsche Filmschauspielerin.
1966 war sie als Ballerina in dem Schamoni-Film Schonzeit für Füchse zu sehen. Hier nannte sie sich noch Nina Stepun. Kurz darauf übernahm sie den Part der Kriemhild in dem zweiteiligen Kinofilm Die Nibelungen von Harald Reinl und wurde mit dem weltläufiger klingenden Künstlernamen „Maria Marlow“ ausgestattet. Nach der Nibelungen-Verfilmung verliert sich ihre Spur. Über ihre weitere Tätigkeit als Schauspielerin ist nichts bekannt.

## Filmografie
- 1966: Schonzeit für Füchse (als Nina Stepun)
- 1966: Die Nibelungen, 1. Teil: Siegfried von Xanten
- 1967: Die Nibelungen, 2. Teil: Kriemhilds Rache